# Au royaume des fauves
 (décembre 2023).
Si vous disposez d'ouvrages ou d'articles de référence ou si vous connaissez des sites web de qualité traitant du thème abordé ici, merci de compléter l'article en donnant les références utiles à sa vérifiabilité et en les liant à la section « Notes et références ».
Au royaume des fauves (Tiger King: Murder, Mayhem and Madness) est une mini-série documentaire sortie le 20 mars 2020, sur Netflix. Réalisée par Eric Goode et Rebecca Chaiklin, elle couvre, en huit épisodes, les relations tendues entre les directeurs de différents zoos et refuges animaliers américains possédant des grands félins, en particulier Joe Exotic, en Oklahoma, et Carole Baskin, en Floride.
La mini-série a connu le plus important taux d'audience aux États-Unis pour une série avec près de 35 millions d'américains dans les seuls dix premiers jours, largement devant la saison 3 de Stranger Things[réf. nécessaire].
La saison 2 (Tiger King 2) sort le 17 novembre 2021, elle est à nouveau réalisée par Rebecca Chaiklin et Eric Goode .